# Präsidentschaftswahl in Kolumbien 2018
Die Präsidentschaftswahl in Kolumbien 2018 fand am 27. Mai (1. Wahlgang) und 17. Juni (2. Wahlgang) statt. Der amtierende Präsident Juan Manuel Santos durfte nach zwei aufeinanderfolgenden Amtszeiten nicht wieder kandidieren. Erstmals wurde der neue Präsident 2018 für eine maximale Dauer von vier Jahren – 7. August 2018 bis 7. August 2022 – gewählt; die Möglichkeit einer späteren Wiederwahl wurde durch Beschluss des Verfassungsgerichts im Jahr 2015 aufgehoben.
Da keiner der Kandidaten in der ersten Runde die notwendige absolute Mehrheit aller gültigen Stimmen erhalten hatte, fand eine Stichwahl zwischen den beiden Kandidaten mit der höchsten Stimmenzahl, Iván Duque und Gustavo Petro, statt. Aus dieser ging Duque als Sieger hervor.

## Ausgangslage
Die Präsidentschaftswahl 2018 wurde allgemein als eine Abstimmung über den Friedensprozess zwischen der Regierung und der ehemaligen Farc-Guerilla angesehen. Insgesamt fünf Kandidaten konnten sich Chancen auf die Präsidentschaft errechnen. Das rechtskonservative Lager trat mit Iván Duque und dem Ex-Vizepräsidenten Germán Vargas Lleras an. Möglichkeiten wurden vor allem auch dem ehemaligen Bürgermeister der Hauptstadt Bogotá, dem Mitte-links-Politiker Gustavo Petro, und dem Ex-Gouverneur des Departamento de Antioquia, Sergio Fajardo, eingeräumt.
Weiter hinten in den Umfragen lag Humberto de La Calle, der Chefunterhändler der amtierenden Regierung bei den Friedensverhandlungen mit der FARC. Die ehemalige Rebellenorganisation wollte erstmals als politische Partei mit Rodrigo Londoño als Kandidat an den Wahlen teilnehmen. Im März 2018 erklärte die FARC jedoch ihren Verzicht, da Londoño gesundheitliche Probleme habe.

## Kandidaten
Eine bemerkenswerte Besonderheit dieser Wahl war die Bildung politischer Bewegungen durch einige der Aspiranten. Diese lehnten die in ihre jeweiligen Korruptionsskandale verstrickten politischen Parteien als Vehikel für die Umsetzung ihrer politischen Ziele ab. Viele der Präsidentschaftskandidaten wählten den Weg über Unterschriftensammlungen, um nicht in Verbindung mit angeblichen Korruptionshandlungen von Mitgliedern bestimmter politischer Parteien gebracht zu werden. Insgesamt reichten elf Bewerber 15.999.585 Unterschriften ein, eine Zahl, die die Gesamtzahl der gültigen Stimmen (12.871.598), die in der ersten Präsidentschaftsrunde 2014 registriert wurden, überstieg.
Bei allen diesen Gruppierungen handelt es sich um politische Bewegungen im Schatten einer Partei.
- Germán Vargas Lleras – 5.500.491 – Mejor Vargas Lleras[8]
- Alejandro Ordóñez – 2.185.065 – La Patria De Pie[9]
- Carlos Caicedo Omar – 2.053.395 – Fuerza Ciudadana[10]
- Piedad Córdoba – 1.293.824 – Poder Ciudadano[11]
- Sergio Fajardo – 981.529 – Compromiso Ciudadano[12]
- Juan Carlos Pinzón – 863.496 – Ante Todo Colombia[13]
- Gustavo Petro – 830.000 – Colombia Humana[14]
- Marta Lucía Ramírez – 810.228 – Por una Colombia honesta y fuerte – Martha Lucía[15]
- Frank Pearl – 522.150 – Creemos País´[16]
- Luis Herlindo Mendieta Ovalle – 480.000 – Patria Nueva[17]
- Jairo Clopatofsky – 479.407 – Movimiento Independiente Promover por Colombia[18]

## Umfragen
Die Wählerpräferenzen der kolumbianischen Wähler variieren sehr stark zwischen den einzelnen Departamentos. Im Zeitraum vom 23. bis 26. November 2017 lag bei den drei Bewerbern Gustavo Petro (17 %), Sergio Fajardo (15 %) und Germán Vargas Lleras (14 %), nach einer Umfrage des Institutes „Cifras & Conceptos“ für Caracol Radio und der Nachrichtenagentur RED Noticias, eine Pattsituation vor.
Nach einer Studie des Institutes EcoAnalitica in Antioquia und im Eje Cafetero lag Iván Duque in dieser Gegend vorn, obwohl er nicht aus dieser Region des Landes stammt. Den zweiten Platz hielt demnach Sergio Fajardo, der früher Gouverneur von Antioquia und Oberbürgermeister von Medellín war. Für die Hauptstadtregion Bogotá und den Rest des Landes galt der frühere Oberbürgermeister von Bogotá Gustavo Petro (19,3 %) als Favorit.
Bei einer weiteren repräsentativen Umfrage des Marktforschungsinstitutes Invamer vom Dezember 2017 mit Analysen der Sozialen Medien in Kolumbien lag Sergio Fajardo (18,7 %) klar vor allen anderen Mitbewerbern in Führung.
Eine Umfrage von Ende April 2018 des Meinungsforschungsinstitutes Invamer, veröffentlicht auf der Webseite der Wirtschaftszeitung Portafolio, zeigte folgendes Wählerpräferenzen:
- Ivan Duque (41,3 %)
- Gustavo Petro (31,0 %)
- Sergio Fajardo (13,3 %)
- Germán Vargas Lleras (7,9 %) und
- Humberto de La Calle (2,5 %)

## Ergebnis

Mehrheiten nach Gemeinden im ersten Wahlgang:

Mehrheiten nach Gemeinden im zweiten Wahlgang:

In der ersten Runde der Präsidentschaftswahl am 27. Mai 2018 gewannen drei Kandidaten insgesamt 88 % aller Stimmen.
In der zweiten Wahlrunde traten die beiden bestplatzierten Kandidaten Iván Duque und Gustavo Petro gegeneinander an. Duque gewann mit knapp 54 % der Stimmen, die er vor allem in den weniger besiedelten Gebieten Kolumbiens holte, während sein Gegner in den großen Städten vorne lag. In beiden Wahlrunden lag die Wahlbeteiligung bei etwa 53 %.
| Kandidaten                                                                                 | Kandidaten                | Parteien                         | 1. Wahlgang | 1. Wahlgang | 2. Wahlgang | 2. Wahlgang |
| Kandidaten                                                                                 | Kandidaten                | Parteien                         | Stimmen     | %           | Stimmen     | %           |
| ------------------------------------------------------------------------------------------ | ------------------------- | -------------------------------- | ----------- | ----------- | ----------- | ----------- |
|                                                                                            | Iván Duque                | Centro Democrático               | 7.616.857   | 39,4        | 10.398.689  | 54,0        |
|                                                                                            | Gustavo Petro             | Colombia Humana                  | 4.855.069   | 25,1        | 8.040.449   | 41,8        |
|                                                                                            | Sergio Fajardo            | Coalición Colombia               | 4.602.916   | 23,8        |             |             |
|                                                                                            | Germán Vargas Lleras      | Parteilos (Mejor Vargas Lleras)  | 1.412.392   | 7,3         |             |             |
|                                                                                            | Humberto de La Calle      | Partido Liberal Colombiano - ASI | 396.151     | 2,0         |             |             |
|                                                                                            | Jorge Antonio Trujillo    | Movimiento Todos Somos Colombia  | 65.767      | 0,3         |             |             |
|                                                                                            | Viviane Morales Hoyos     | Somos Región Colombia            | 36.138      | 0,2         |             |             |
|                                                                                            | Promotores Voto En Blanco | Partido de Reivindicación Étnica | 30.128      | 0,2         |             |             |
| Votos en blanco                                                                            | Votos en blanco           | Votos en blanco                  | 338.581     | 1,7         | 807.924     | 4,2         |
| Gesamt                                                                                     | Gesamt                    | Gesamt                           | 19.353.999  | 100         | 19.247.062  | 100         |
|                                                                                            |                           |                                  |             |             |             |             |
| Ungültige Stimmen                                                                          | Ungültige Stimmen         | Ungültige Stimmen                | 289.677     | 1,5         | 289.342     | 1,5         |
| Wähler                                                                                     | Wähler                    | Wähler                           | 19.643.676  | 53,4        | 19.536.404  | 53,1        |
| Wahlberechtigte                                                                            | Wahlberechtigte           | Wahlberechtigte                  | 36.783.940  |             | 36.783.940  |             |
|                                                                                            |                           |                                  |             |             |             |             |
| Quellen: CNE: 1. Wahlgang – 2. Wahlgang – Registraduría Nacional: 1. Wahlgang, 2. Wahlgang |                           |                                  |             |             |             |             |